# The Secret Saturdays
The Secret Saturdays is een Amerikaanse animatieserie die werd uitgezonden op Cartoon Network sinds 3 oktober 2008. Het is gecreëerd door Jay Stephens. In Nederland en Vlaanderen ging de serie in première op 9 mei 2009. Na twee seizoenen met 36 afleveringen liep de serie ten einde op 30 januari 2010.
In Nederland en Vlaanderen verscheen er tevens in november 2010 een dvd-box met de eerste dertien afleveringen.

## Verhaal
De Saturdays zijn een moedige familie van wetenschappers die de wereld afreizen op zoek naar Cryptids, wezens die door de moderne wetenschap nog niet aanvaard zijn. Ze maken deel uit van 'de Geheime Wetenschappers' ('the Secret Scientists') en proberen deze wezens koste wat het kost geheim te houden, voor de veiligheid van zowel mens als Cryptid. Maar Van Rook heeft minder goede plannen met de Cryptids. Als er vraag naar is op de zwarte markt, is hij bereid om allerhande 'cryptozoölogische' dingen te stelen. Bovendien heeft hij een nieuwe handlanger, die Doc Saturday erg bekend voorkomt...
Maar Van Rook is niet hun grootste probleem. Volgens een legende heeft degene die de Kursteen bezit macht over de hele wereld. Elf jaar geleden besloten de Geheime Wetenschappers daarom de Kursteen in stukken te verdelen, om die stukken dan te verspreiden over de hele planeet. Doch nu is de kwaadaardige V.V. Argost op zoek naar de stukken, en het is aan de Geheime Wetenschappers om hem een halt toe te roepen. De rest van de wereld heeft geen vermoeden van wat V.V. Argost allemaal van plan is: voor hen is hij gewoon de bekende presentator van de geheimzinnige tv-serie 'Weird World'.

## Cross-over
De Saturdays komen eenmalig langs in de aflevering T.G.I.S. van Ben 10: Omniverse. Deze aflevering ging in de Verenigde Staten in première op 3 oktober 2013, en in Nederland en Vlaanderen op 10 oktober 2013 onder de naam 'De Komst van de Saturdays'. In de Nederlandse versie werden dezelfde stemacteurs gebruikt als voorheen, maar in de originele versie werden nieuwe stemacteurs gebruikt.

## Engelse stemmen
- Sam Lerner: Zak Saturday
- Phil Morris: Doc Saturday
- Nicole Sullivan: Drew Saturday
- Fred Tatasciore: Komodo, Zon
- Diedrich Bader: Fiskerton, Maboul, Henry Cheveyo
- Will Friedle: Doyle Blackwell
- Corey Burton: V.V. Argost, Leonidas Van Rook
- Rob Paulsen: Baron Finster
- James Sie: Shoji Fuzen
- Danny Cooksey: Paul Cheechoo
- Brian Stepanek: Agent Epsilon
- Jeff Bennett: Arthur Beeman
- Susanne Blakeslee: Miranda Grey

## Nederlandse stemmen
- Pepijn Koolen: Zak Saturday, Zak Monday[1]
- Filip Bolluyt: Doc Saturday, Doc Monday, Komodo Monday
- Kiki Koster: Drew Saturday, Drew Monday
- Fred Tatasciore: Komodo, Zon
- Diedrich Bader: Fiskerton
- Mark Omvlee: Doyle Blackwell[2]
- Just Meijer: V.V. Argost
- Fred Meijer: Leonidas Van Rook, Baron Finster, Shoji Fuzen
- Finn Poncin: Paul Cheechoo, Maboul, Agent Epsilon, Henry Cheveyo, Arthur Beeman
- Cystine Carreon: Miranda Grey